# ВНИИР
АО «Всероссийский научно-исследовательский институт релестроения» (ВНИИР) — российская компания, объединяющая несколько электротехнических и машиностроительных предприятий, расположенная в Чебоксарах.

## История

### Советский период
Институт был основан в 1961 году. Деятельность — проектирование и производство электрооборудования (силового, распределительного, преобразовательного, оборудования релейной защиты и автоматизации), НИОКР.

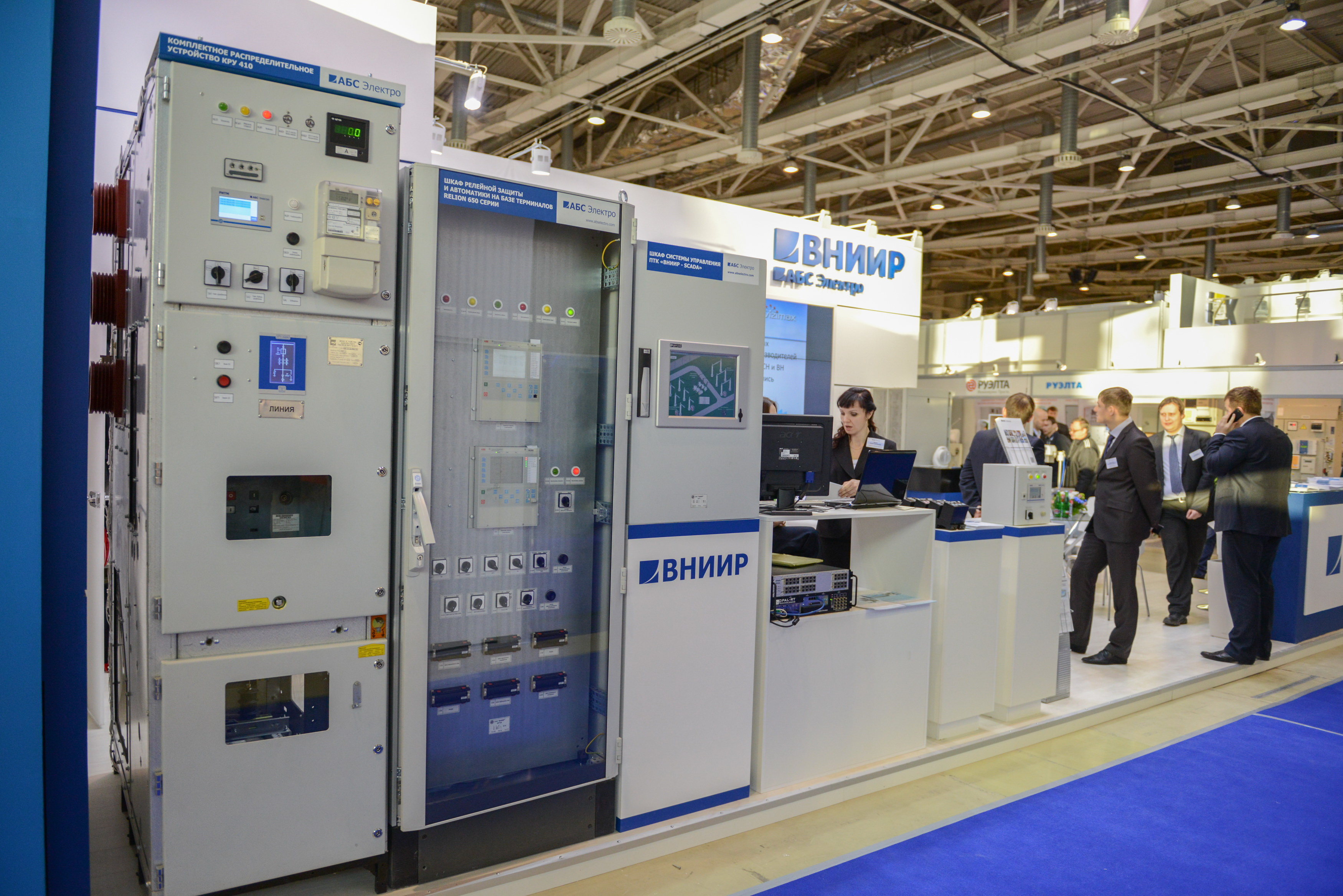
Продукция «АБС Электро» на выставке «Электрические сети России-2013» в Москве

В 1981 году Указом Верховного Президиума СССР за разработки и поставки аппаратуры релейной защиты институт награждён орденом Трудового Красного Знамени.

### После 1991
В составе «АБС Электро» — с 2001 года. Врио генерального директора  — Сергей Антонов.
На базе ВНИИРа функционируют дочерние предприятия:
- «ВНИИР ГидроЭлектроАвтоматика» — дочернее предприятие, созданное в 2010 году, для работы преимущественно в области гидроэлектроэнергетики, расположено в Москве, деятельность — проектирование, комплектация и поставка всего спектра оборудования для энергообъектов, директор — Дмитрий Фомичёв;
- «ВНИИР-Прогресс» — предприятие по разработке и производству электрооборудования в специальном исполнении, основано в 2007 году в Чебоксарах, имеет филиал в Санкт-Петербурге, деятельность которого направлена на разработку и производство судовых низковольтных электрораспределительных щитов и судовой автоматики, генеральный директор — Владислав Костин;
- «ВНИИР-Прогресс» в г. Санкт-Петербург  — образован в 2011 году, основной сферой деятельности филиала является разработка и производство судовых низковольтных электрораспределительных щитов и судовой автоматики, директор — Александр Козлов;
- «ВНИИР-Промэлектро» — создано в 2006 году, расположено в Чебоксарах, деятельность — производство низковольтной коммутационной аппаратуры, директор — Игорь Лахтиков.

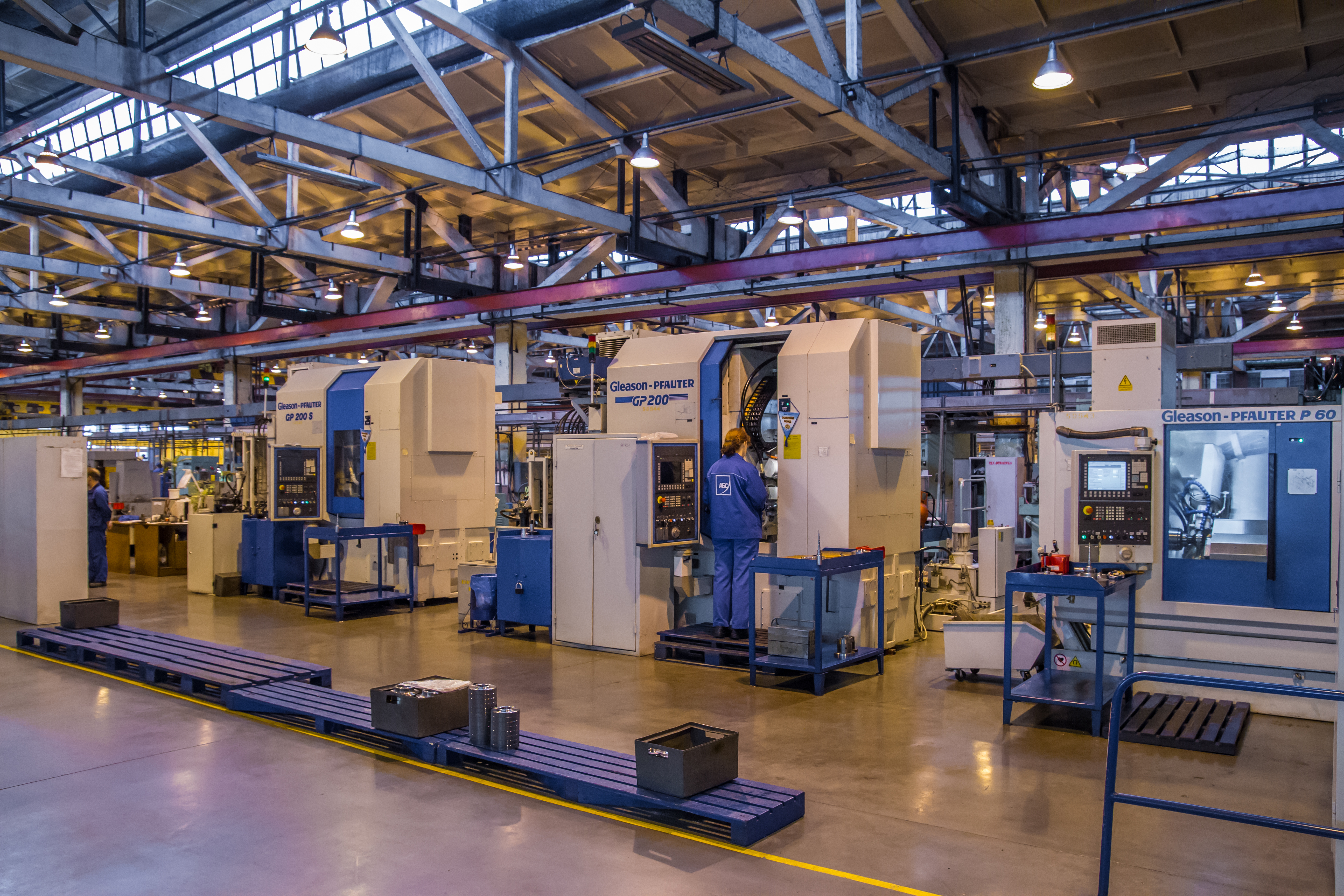
Механосборочный цех АО «АБС ЗЭиМ Автоматизация»

ЗЭиМ (АО «АБС ЗЭиМ Автоматизация») — основано 3 июня 1958 года в Чебоксарах, деятельность — разработка и производство электроисполнительных механизмов и приводов для трубопроводной арматуры, средств автоматизации для систем промышленной автоматики, разработка и исполнение инжиниринговых проектов. Директор — Юрий Сушко.
«АБС Электротехника» — предприятие по производству устройств для систем электроснабжения предприятий различных отраслей промышленности, предприятий коммунального хозяйства и инфраструктурных объектов. Основано в 2004 году, располагается в Чебоксарах.
«АБС Русь» — управляющая организация, оказывающая услуги в области маркетинга, менеджмента, консалтинга и юридических услуг для предприятий «АБС Электро». Создана в 2006 году, расположена в Москве, имеет филиал в Чебоксарах.
Входит в состав «АБС Холдингс», с 2010 года — «АБС Электро» («ABS Electro»).